# Чешская и Словацкая Федеративная Республика
Чехословацкая федеративная Республика / Чехо-словацкая федеративная республика, затем Чешская и Словацкая Федеративная Республика (чеш. Československá federativní republika, Česká a Slovenská Federativní Republika, ČSFR, Československo, словац. Česko-slovenská federatívna republika, Česká a Slovenská Federativna Republika, ČSFR, Česko-Slovensko) — официальное название чехословацкого государства с 29 марта 1990 по 31 декабря 1992 года.

## Наименование и герб
В соответствии с конституционным законом Чехословацкой Социалистической Республики № 81/1990 Sb. от 29 марта 1990 года, наименование государства было заменено на Чехословацкая федеративная республика (ЧСФР, Чехословакия) / Чехо-словацкая федеративная республика (ЧСФР, Чехо-Словакия), однако уже 20 апреля того же года был принят конституционный закон № 101/1990 Sb., в соответствии с которым было принято новое наименование — Чешская и Словацкая Федеративная Республика. Принятым в тот же день конституционным законом № 102/1990 Sb. был утверждён новый государственный герб, сочетавший в себе национальные гербы Чехии и Словакии.

## История

### Бархатная революция и её последствия
В 1989—1990 годах СССР терял своё влияние в восточной Европе, страны ОВД методом выступлений и революций отделялись от советского господства. Это не обошло стороной Чехословакию. 17 ноября 1989 началась Бархатная революция, которая закончилась спустя месяц полной победой оппозиционеров.
В результате был свергнут коммунистический режим в стране, а главой был избран Вацлав Гавел. 29 марта 1990 года отменено старое название страны, а в апреле появилось официальное, новое название страны — Чешская и Словацкая Федеративная Республика. В июне 1990 года были проведены выборы в Федеральное собрание, в ноябре 1990 года — в местные советы.

### Название
Новое название страны было выбрано не сразу. Президент Вацлав Гавел предложил убрать из названия слово «социалистическая», но словацкие политики потребовали ещё одного изменения — чтобы название страны теперь писалось через дефис («Чехо-Словакия»), как это было в 1918—1920 (иногда и позже) и 1938—1939 годах. В итоге было выбрано написание через «и». Частично из-за этого произошёл распад Чехословакии.

### Распад
По мере дестабилизации обстановки в Чехословакии, встал вопрос и о национальном самоопределении составляющих её республик. Поначалу было найдено чисто формальное компромиссное решение — писать официальное название страны как Чехо-Словакия (полностью — Чешская и Словацкая Федеративная Республика, ЧСФР).
Накануне подписания соглашений о разделении республики, в сентябре 1992 года был проведён опрос населения Чехословакии об отношении к разделу страны. В Словакии за разделение страны было 37 %, против 63 %, в Чехии за 36 %, против 64 %. Тем не менее, судьба страны оказалась в руках политиков, которые распорядились иначе.
17 июля 1992 года словацкий парламент принял декларацию о независимости. Чехословацкий президент Вацлав Гавел, который выступал против разделения, ушёл в отставку 20 июля.
13 ноября 1992 года Федеральное собрание приняло Конституционный закон № 541/1992 Сб., «О разделении собственности Чешской и Словацкой Федеративной Республики между Чешской Республикой и Словацкой Республикой и ее преобразованием в Чешскую Республику и Словацкую Республику». 25 ноября Федеральное собрание приняло закон о разделении страны с 1 января 1993 года.
16 декабря 1992 года Чешский национальный совет утвердил новую Конституцию Чешской Республики (с 1990 по 1992 гг. у Чехии не было собственной конституции), собственную конституцию приняла и Словакия.
Сам распад государства получил название «Бархатный развод». «Бархатным» он был назван по причине своей бескровности.